# 倉田雲平
倉田 雲平（くらた うんぺい、嘉永4年4月〈1851年5月〉 - 大正6年〈1917年〉6月）は、日本の実業家、足袋職人。主として明治時代から大正時代にかけて活動した人物であり、ムーンスターの創業者である。足袋王、九州の足袋王あるいは久留米の足袋王と異名される。大正3年（1914年）に緑綬褒章を受章している。

## 生涯

### 生い立ち
倉田家の祖先は武士であり、江戸時代に久留米藩に出仕して御先手物頭を務めたこともあったとされる。やがて町人に転向してからは、両替商や呉服商、米穀商を営む豪商となったが、水難事故や火災などに相次いで遭遇したために、家の経済力は徐々に衰退していき、雲平が生まれる頃には煎餅屋を経営していた。
雲平は、嘉永4年4月（1851年5月）、筑後国御井郡（現在の福岡県久留米市）の米屋町に五男一女の末子として出生した。出生日については、月星ゴムの社史では嘉永4年4月14日、『久留米市誌 下編』および『近代日本文化恩人と偉業』では同月20日となっている。
父親の清左衛門は、豪放磊落な性格で、狂歌や俳句など風流な趣味を嗜む人物であったために、煎餅を焼く仕事は主に母親が担当していたとされる。母親のマチ（文献によっては「マチ子」「まち子」とも表記される）は、久留米藩主有馬家から2度表彰された人物である。兄姉の名は、清左衛門、定七、清兵衛、のぶ、藍珪である。
雲平は少年時代、寺子屋に通いながら、暇を見つけては煎餅を売り歩くことによって家計を助けていた。安政5年2月、8歳にして父親を亡くす。父親は「倉田家を再興させなさい」との旨の遺訓を残していた。

### 生業の模索
元治元年、14歳のとき、ござの販売業を営む近江屋の養子となり、経済的に不自由のない身となる。しかし、母親が依然として苦労していることを思い、また、他の家の跡継ぎとなって父親の遺訓に背くのは避けなければならず、養子という身分に安住してはいられない、という考えに至り、慶応3年、17歳のとき、養親に了解をとって実家に戻る。
雲平は、しばらくの間、煎餅を焼くのを手伝い、商品を売り歩いて母親を助けたが、やがて、手に職を付けるために久留米藩の御用長物師、三谷および長谷川に弟子入りして衣服裁縫の技術を学んだ。しかし、同業者が多数存在していたため衣服裁縫の道を断念した雲平は、足袋に着目し、その製造販売を生業とすることを決意した。
明治3年2月（1870年3月）、19歳のとき、足袋の製造技術を学ぶために長崎に赴き、西古川町の川端通りの足袋屋、小川に弟子入りする。明治5年9月（1872年10月）、久留米に戻り、足袋の製造を開始する。

### 開業と西南戦争
明治6年（1873年）10月、米屋町（現在の中央町の一部）において足袋の専門店を開業する。商号は「つちやたび」（文献によっては「つちやたび店」）であった。これは、倉田家が代々屋号に用いている「槌屋」に由来する。開業当初は、座敷足袋を製造していた。商標には、家紋である打ち出の小槌を採用した。開業時に掲げられた木製の看板には、「御誂向（）御好次第（）」と記された。これは「希望の通りに誂えます」とった意味をもつ言葉である。

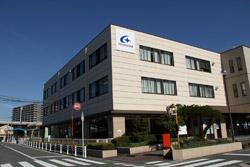
ムーンスターの本社社屋（福岡県久留米市白山町、2013年撮影）

明治7年（1874年）6月24日、23歳のとき、当時15歳の本村モト（文献によっては「もと子」）と結婚する。結婚してからは、雲平が足袋のつま先部分を手がけ、モトが後方部分を担当する分業方式で製造を行った。雲平とモトは精力的に働き、毎日午前7時には仕事に取りかかり、就寝は深夜1時以降であったという。
明治10年（1877年）に西南戦争が起こると、雲平は、軍用の被服として、足袋2万足、シャツおよびズボン下それぞれ1万枚の製造を請け負い、多額の利益を挙げた。
続いて、被服や草鞋、漬物や梅干しなどの軍需日用品を買い集めて戦地に送ったが、政府軍が優勢になると、多くの商売人が軍需日用品の販売活動を始めたため、利益が見込めないと判断した雲平は、商品を処分するなどしたため無一文になった。

雲平は、この失敗から、

走る者はつまずきやすく、つま立つ者は倒れやすい。堅実なる一歩ずつを進めよ。進めたる足は堅く踏みしめよ。

との戒めを得ており、これは倉田家の家訓であり、ムーンスターの社訓にもなっている。

### 経営の展開
明治15年（1882年）4月6日、長男の金蔵が誕生する。鹿鳴館時代になり、洋服を着用する人が増え、また競馬が流行し始めたことに着目した雲平は、明治20年（1887年）ごろから、革靴と馬具の製造に取り組んだ。明治20年（1887年）10月19日、次男の泰蔵が誕生する。明治27年（1894年）4月27日、三男の恒輔が誕生する。
明治27年（1894年）にドイツ製の青貝印ミシンを業界で初めて導入し、足袋の製造工程を機械化した。雲平がこの頃から掲げていた「精品主義」は、現在のムーンスターの靴づくりに受け継がれている。革靴と馬具の売上げは足袋と同様、好調に推移したが、明治28年（1895年）、「足袋以外のものの製造を続けるべきではない」との旨の金蔵の発言を受けて、足袋の製造を専業とすることに決める。
明治30年（1897年）、ボストン機と呼ばれる革靴用の裁断機を購入し、足袋底の裁断に使用した。明治32年（1899年）、技術力を高めることを目的として、職工の養成所を設立する。養成所の出身者を自社の工場で雇用した。

### 事業の拡大と褒章の受章
明治35年（1902年）、販路の拡大を図るために、長崎で一風変わった広告手法を展開する。「にかぎり升（）」と記したトタン板を街のあちこちに掲出して、人々が興味や関心をもって話題にしはじめた頃に、「にかぎり升」の前に「足袋はつちやたび」もしくは「つちやたび」と付け足した（文献によっては、「足袋は」の文字列と「足袋に限る」の文字列が、その間に一定のスペースをあけて書かれたビラを掲出しておき、人々の関心が高まった頃に、そのスペースに「つちや」と付け足した、とするものもある）。こうした広告手法によって、つちやたびの長崎における知名度を上げることに成功した。
明治37年（1904年）4月9日、四男の九平が誕生する。長年の研究の結果、明治38年（1905年）に倉田式織底機を発明する。続いて、改良倉田式織底機および倉田式吉野織機を発明する。これらの発明によって足袋の大量生産が可能となった。
明治30年代末期から明治40年代初頭にかけて、三潴郡鳥飼村白山（現在の久留米市白山町）の4,025坪（およそ13,283平方メートル）の敷地を購入し、原料を統一するために織布工場を建設する。織布工場には、足袋工場および染色・漂白工場が併設され、また倉田式織底機などが装置された。
明治41年（1908年）の生産量は、243万足に上った。大正3年（1914年）7月3日、足袋の製造とその研究に関する功績が認められ、緑綬褒章が授与される。同年、つちやたび宣伝飛行大会を久留米練兵場において開催する。この大会には飛行家の坂本寿一が招かれている。大正5年（1916年）、大正天皇が陸軍特別大演習の統監のために福岡県を行幸した際に、雲平は福岡県庁で同天皇に拝謁する機会を得ている。
大正6年（1917年）3月15日、つちやたび合名会社を設立し、社長に就任する。同年6月、67歳で病気のため死去する。死去日については、『久留米市誌 下編』および『近代日本文化恩人と偉業』では6月16日、月星ゴムの社史では同月17日となっている。死去後まもなく、長男の金蔵が倉田雲平を襲名している。墓所は、久留米市寺町の遍照院にある。

## 人物・評価
緑綬褒章の受章理由の冒頭に「資性温厚」とあり、『聖代偉績芳鑑』に「資性温厚篤實」とある。緑綬褒章の受章理由の末尾付近には、次に掲げる一節がある。

久留米足袋ノ名聲ヲ博スルニ至ラシム洵ニ實業ニ精勵シ衆民ノ模範タル者トス

『大正成金伝』には、次のような評価が掲載されている。

而も雲平さんは儲けた金をよく散ずる方で、職人の中にもよく働く者には特別の賞與をやる、職工養成所を設けて其處で養成した職工を直ぐ自分の工場に使ふと云ふ風だから、通り一遍の渡り鳥のやうな職人流儀ではない。

詩人で彫刻家の高村光太郎は昭和28年（1953年）より、雲平をモデルとした胸像の製作に取り組み始めたが、翌昭和29年（1954年）に病に臥したために、胸像は未完のままとなった。胸像の製作を引き受ける際、光太郎は「この人は非常に立派な人だね。嫌いな人なら作っても仕方ないが…」と述べたとされる。

牧野輝智は、明治44年（1911年）発行の『現代発明家伝』の中で、雲平が2,200人を超える職工を雇用し、足袋の年間生産量が290万足に上っていることなどに触れた上で、次のように述べている。

此の成功は堅忍不抜なる君の奮進活動の成果に相違なきも又一方より観察すれば如何に發明改良の効力が偉大であるかを充分に證明するものと信ずる

また牧野は同著の中で、次のように述べている。

君齢既に六十を超ゆ、然れども意氣尚ほ旺盛、自から齢の加れるを知らざるものゝ如し、此の意氣旺盛なる好翁は事業界及び發明界に於て更に一飛躍を試みずには安ぜぬであらう